# Citrus Park
Citrus Park és una concentració de població designada pel cens dels Estats Units a l'estat de Florida. Segons el cens del 2000 tenia 20.226 habitants.

## Demografia
Segons el cens del 2000, Citrus Park tenia 20.226 habitants, 7.070 habitatges, i 5.542 famílies. La densitat de població era de 738,8 habitants per km².
Dels 7.070 habitatges en un 43,2% hi vivien nens de menys de 18 anys, en un 62,8% hi vivien parelles casades, en un 11,4% dones solteres, i en un 21,6% no eren unitats familiars. En el 15,1% dels habitatges hi vivien persones soles el 3,1% de les quals corresponia a persones de 65 anys o més que vivien soles. El nombre mitjà de persones vivint en cada habitatge era de 2,85 i el nombre mitjà de persones que vivien en cada família era de 3,18.
Per edats la població es repartia de la següent manera: un 28,8% tenia menys de 18 anys, un 6,8% entre 18 i 24, un 35,9% entre 25 i 44, un 21,9% de 45 a 60 i un 6,6% 65 anys o més.
L'edat mediana era de 34 anys. Per cada 100 dones de 18 o més anys hi havia 93,5 homes.
La renda mediana per habitatge era de 54.732 $ i la renda mediana per família de 60.165 $. Els homes tenien una renda mediana de 35.360 $ mentre que les dones 29.739 $. La renda per capita de la població era de 22.162 $. Entorn del 4,8% de les famílies i el 6,3% de la població estaven per davall del llindar de pobresa.

## Poblacions més properes
El següent diagrama mostra les poblacions més properes.